# Ivar Aronsson
Ivar Mauritz Aronsson, švedski veslač, * 24. marec 1928, † 6. februar 2017.
Aronsson je na Poletnih olimpijskih igrah leta 1956 v Melbournu s četvercem s krmarjem osvojil srebrno olimpijsko medaljo, z osmercem pa je na isti olimpijadi osvojil četrto mesto.